# Osservatorio di Simeiz
L'osservatorio di Simeiz (scritto anche "Simeis" o "Simeïs") è stato un osservatorio astronomico attivo sino alla metà degli anni '50, oggi accorpato all'osservatorio astrofisico della Crimea. Si trova sul monte Koška, in Crimea. Gli è stato dedicato l'asteroide 748 Simeïsa, scoperto da G. Nikolaevič Neujmin il 14 marzo 1913.
Un'area dell'osservatorio è attualmente utilizzata per studi sulle orbite dei satelliti mediante tecnologia laser.

## Storia dell'osservatorio
Nel 1906 una spedizione di astronomi russi collaboratori della stazione di Pulkovo, si recò nella regione della Crimea per trovare un luogo adatto alla costruzione di un osservatorio in area meridionale. La spedizione includeva gli astronomi A.P. Ganskij e G.A. Tichov, in quanto ai due colleghi piaceva l'area nei dintorni di Simeiz. Giunti sul monte Koška (leggermente sopra Simeiz) notarono due cupole sprovviste di strumenti di osservazione. Scoprirono che questo piccolo osservatorio apparteneva all'astronomo amatoriale N.S. Malcov.

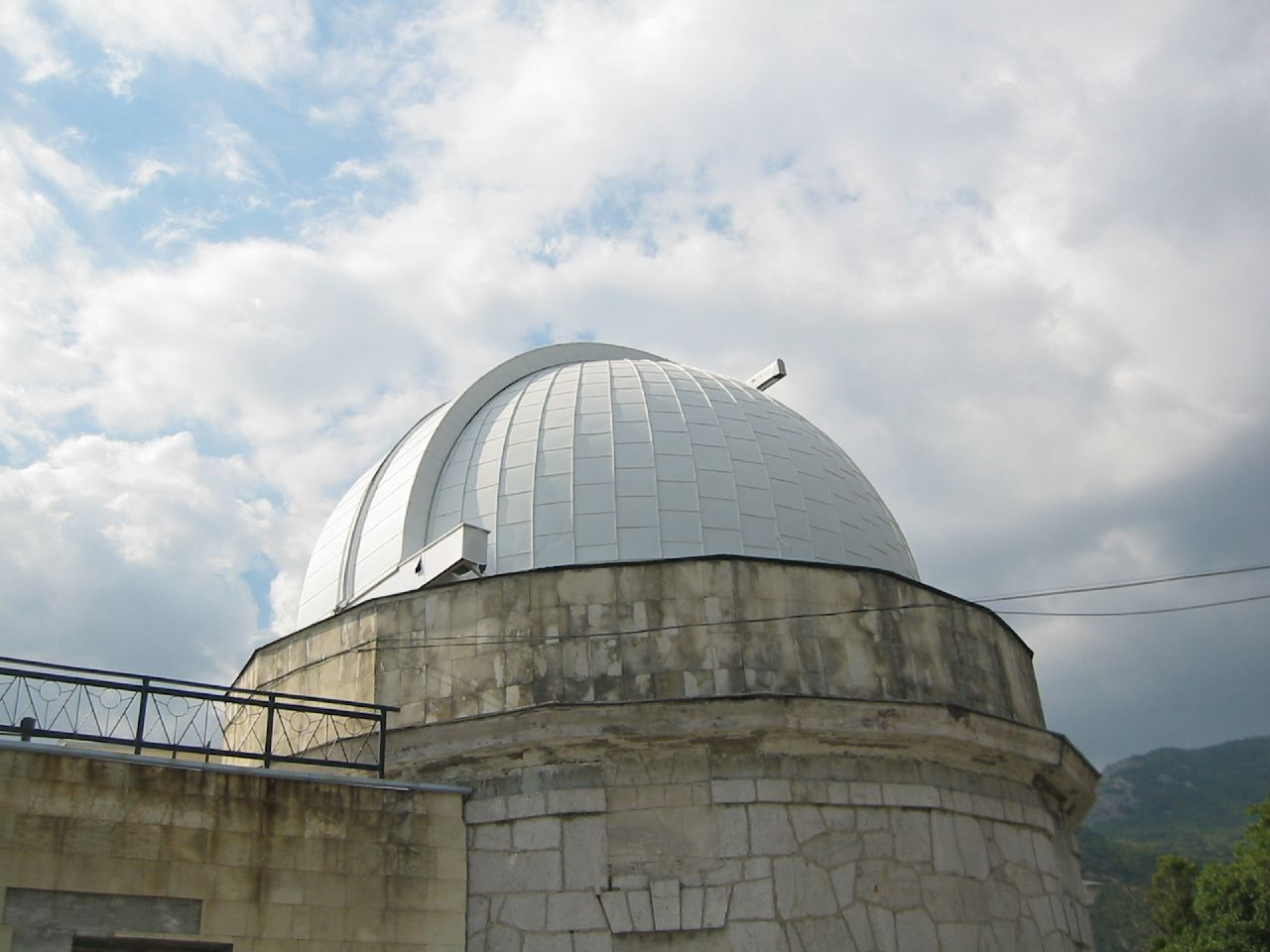
L'osservatorio astrofisico di Crimea sul monte Koška (il gatto) vicino alla piccola città di Simeiz.

Dopo una breve corrispondenza tra i suddetti astronomi, Malcov propose la propria stazione all'osservatorio Pulkovo, al fine di crearvi la base del dipartimento astrofisico meridionale. Nel 1908 fu installato così un piccolo astrografo doppio (D = 120 mm). Inizialmente, l'attrezzatura dell'osservatorio era limitata ai due piccoli telescopi. L'apertura ufficiale dell'osservatorio Simeiz come succursale dell'osservatorio Pulkovo avvenne nel 1912. L'attività dell'osservatorio e la natura sistematica delle osservazioni si intensificarono con l'arrivo nel 1912 di Grigorij Nikolaevič Neujmin. Dal 1908 al 1925 con l'aiuto di un astrografo furono scoperti 37 asteroidi, una cometa e un gran numero di stelle variabili. Nel 1925, l'osservatorio Simeiz installò un telescopio riflettore da un metro, mediante il quale furono effettuati studi sugli spettri dei corpi celesti.
L'osservatorio Simeiz fu completamente distrutto durante la seconda guerra mondiale e la maggior parte delle attrezzature andò perduta. Successivamente alcuni strumenti furono trovati in Germania, ivi incluso il telescopio principale, sebbene il suo specchio fosse danneggiato. Così il 30 giugno 1945 fu deciso di restaurare l'osservatorio e il distaccamento di Simeiz dell'osservatorio Pulkovo fu dichiarato autonomo e denominato Osservatorio Astrofisico Crimea. Nel Simeiz, vicino alla riva del Mar Nero, nell'autunno del 1967 fu costruito il radiotelescopio RT-22, con un diametro dell'antenna ricevente di 22 metri.
Nell'area superiore dell'osservatorio (monte Koška) nel 1975, l'Istituto di Astronomia creò la stazione Simeiz per la localizzazione laser dei satelliti, ancora operativa. Accanto ad esso, nel 1988, fu installata un'altra stazione per la localizzazione laser satellitare (per il Simeiz-1873), equipaggiata con un telescopio da un metro.

## Stato attuale
A seguito degli eventi politici ucraini del 2012, nel mese di dicembre il Gabinetto dei ministri dell'Ucraina emise l'ordine 1415: "Termine dell'istituto di ricerca dell'osservatorio astrofisico di Crimea'"  con la riorganizzazione dell'osservatorio a seguito della quale l'istituto avrebbe perso lo status di soggetto giuridico con la perdita del controllo dell'area prospiciente all'osservatorio, compreso il divieto di costruzione. La perdita sulla concessione terriera avrebbe permesso di costruire a soggetti estranei sul terreno dell'osservatorio, circa 17 ettari sulla costa.
Dal 18 marzo 2014 la Repubblica di Crimea è entrata a far parte della Federazione Russa; questo ha reso possibile l'utilizzo dell'osservatorio da parte dell'Agenzia spaziale federale della Russia. Nel periodo 2014-2015 è stata effettuata un'ampia ristrutturazione dell'osservatorio. L'osservatorio Astrofisico di Crimea divenne subordinato all'Agenzia Federale delle Organizzazioni Scientifiche.

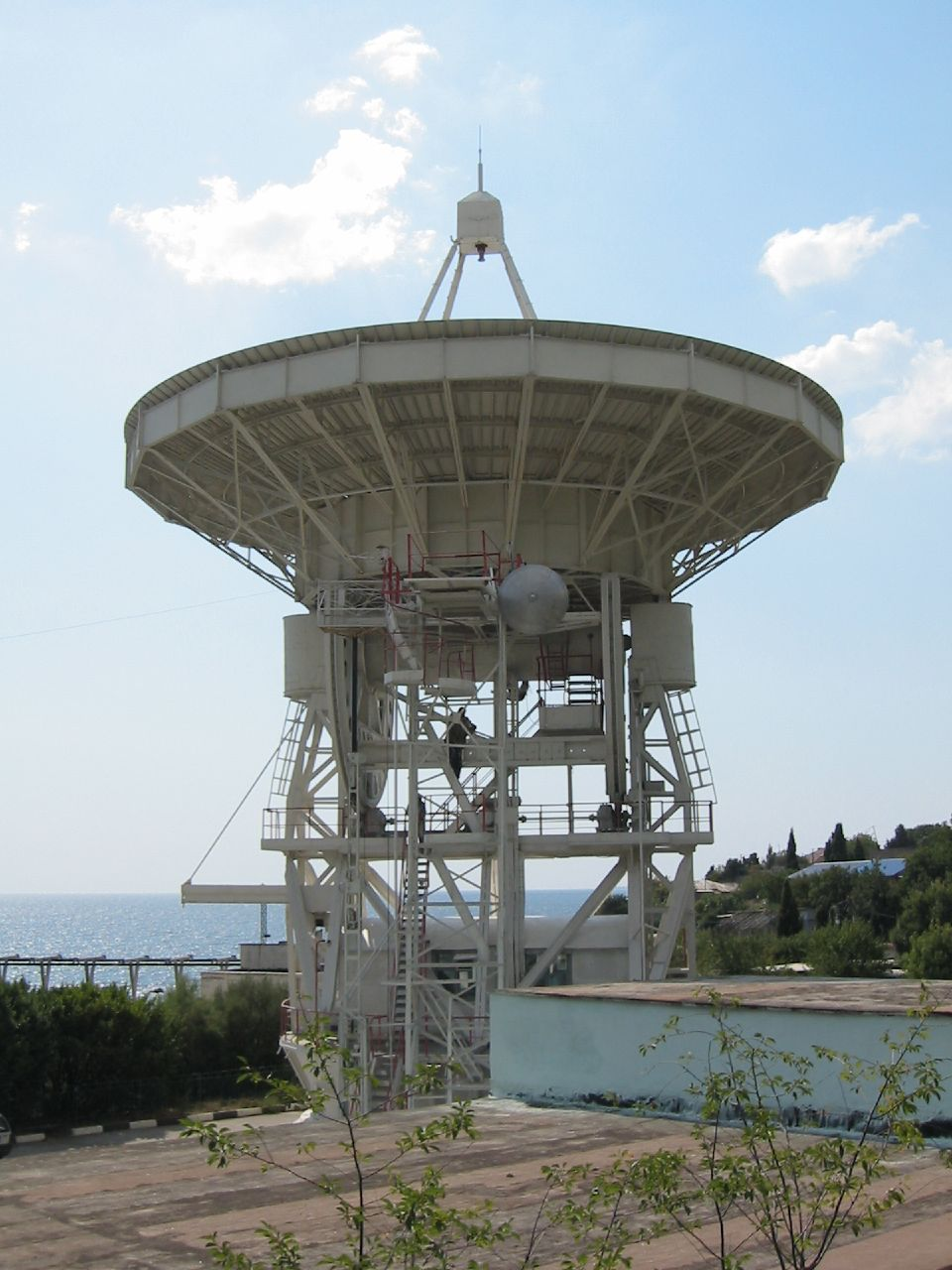
Radiotelescopio da 22 metri per onde radio mm. e cm. situato ai piedi del monte Koška a Kaciveli, vicino a Simeiz.

## Direttori dell'osservatorio
- 1908 - Aleksej Pavlovič Ganskij - fondatore dell'osservatorio
- 1909 - 1925 - Sergej Ivanovič Beljavskij - il primo direttore
- 1925 - 1931 - Grigorij Nikolaevič Neujmin,
- 1934 - 1936 - Vladimir Aleksandrovič Al'bickij
- 1936 - 1941 - Grigorij Nikolaevič Neujmin
- 2000  - Aleksandr Evgen'evič Volvač (RT-22 metri)

## Strumentazione

### Fino al 1941
- doppio astrografo (D = 120 mm, installato nel 1908, prodotto dalla Zeiss, commissionato da Malcov, distrutto durante la seconda guerra mondiale).
- eliometro  Dalmeyr, prodotto dalla Zeiss (commissionato da Malcov)[1].
- telescopio riflettore da 102 cm prodotto da Grebb-Parsons; installato nel 1925 e prima luce nel gennaio 1926, per osservazioni spettrali; è stato distrutto durante la seconda guerra mondiale.
- Fotoeliografo, distrutto durante la seconda guerra mondiale.
- Spettroelioscopio, per osservazioni in monocromia del sole. Installato nel 1935, è stato distrutto durante la seconda guerra mondiale.
- spettrografo ad alta apertura per l'osservazione spettroscopica della Via Lattea, rimosso nel 1941.

### Dopo il 1945
- telescopio AT-64 64/70 cm, fotocamera Richter-Slevogt (D= 640 mm, f= 900 mm) con sensore CCD SBIG ST-8. Ricevuto per riparazione. Nel 1946 fu installato a Simeiz, negli anni '60 fu trasferito a Naučny. Utilizzato per lo studio delle nebulose a emissione.
- spettrografo nebulare (1947); è stato il primo installato nel territorio dell'URSS
- telescopio da 70 centimetri AZT-8 (D= 700 mm, f= 3150 millimetri, F/16 e F/40, LOMO 1964); installato a Simeiz nel 1964. Nel 1977 è stato trasferito all'osservatorio astrofisico della Crimea a Naučny.
- Zeiss-600 (SES Astro Soviet sul Monte Koška
- Zeiss-1000 (SES Astro Soviet su Monte Koška, 1987)
- alcune telecamere per l'osservazione dei satelliti (gestite da Astroviet, la stazione sperimentale sovietica per l'osservazione dei satelliti)
- fotocamera SBG (D = 43 cm) (SES sul Monte Koška)
- LD-1 - telemetro laser per satelliti Intercosmos (SES Astrosoviet, 1978)
- telemetro laser "KRIM" o "Simeiz-1873" con telescopio Coude-Cassegrain (D= 1 m, F= 11,6 m) (sul Monte Koška)

## Ricerca e risultati scientifici
- Presso l'osservatorio sono state scoperte 150 nebulose precedentemente sconosciute (catalogo Simeis). Il 15 settembre 1911 S.I. Beljavskij scoprì una cometa relativamente brillante, la C/1911 S3.
- Presso l'osservatorio Simeiz sono stati scoperti 149 asteroidi e 8 comete.
- Sono stati ricevuti segnali dalla sonda spaziale Luna-3 con immagini del lato nascosto della Luna.

## Curiosità
- Al momento dell'installazione, nel 1925, il riflettore da 102 centimetri era il più grande telescopio in Europa ed in Russia ed era il primo telescopio che superava il metro di diametro nel territorio russo.
- Nonostante l'osservatorio disponesse di un piccolo astrografo (120 mm), il numero di osservazioni di asteroidi e corpi minori scoperti prima della grande guerra (1912-1914), è stato secondo solo all'osservatorio Heidelberg in Germania, che disponeva di un obiettivo dotato di un astrografo di 500 millimetri.[6]
- Al fondatore dell'osservatorio, Nikolaj Sergeevič Krylov, è stato dedicato l'asteroide 749 Malzovia.